# فروغ فرخزاد
فروغ‌الزمان فرّخزاد (۸ دی ۱۳۱۳ – ۲۴ بهمن ۱۳۴۵) شاعر ایرانی بود. او شش کتاب شعر منتشر کرد که از نمونه‌های شایان شعر نوی فارسی هستند. فرّخزاد با مجموعه‌های اسیر، دیوار و عصیان در قالب شعر نیمایی کار خود را آغاز کرد. او یکی از پیشگامان شعر نوی فارسی دانسته شده است.
آشنایی با نویسنده و فیلم‌ساز ابراهیم گلستان و همکاری با او، موجبِ تغییرِ دیدگاه‌های اجتماعی و در نتیجه، تحوّلِ فکری و ادبی در فروغ شد. نامهٔ منتشرشدهٔ فروغ برای ابراهیم گلستان نشانگر وجود رابطه عاشقانه بین این دو است. فرّخزاد در بازگشت دوباره به شعر، با انتشار مجموعهٔ تولدی دیگر ستایش گسترده‌ای برانگیخت. سپس مجموعهٔ ایمان بیاوریم به آغاز فصل سرد را منتشر کرد تا جایگاه خود را در شعر معاصر ایران به عنوان شاعری برجسته تثبیت کند. آثار و اشعار فرّخزاد به زبان‌های انگلیسی، ترکی، عربی، چینی، فرانسوی، اسپانیایی، ژاپنی، آلمانی و عبری ترجمه شده‌اند. فرّخزاد از عامه‌ترین جلوه‌های فرهنگی فمینیسم در تاریخ ایران بوده است. شعرها و گفتاوردهای او در طی زندگی کوتاه هنری خود مورد تحسین منتقدان و محبوبیت فراوان نزد مردم و ادبیات دوستان بوده است.سبک شعری فروغ فرخزاد، ترکیبی از نوآوری و سنت شکنی است. او با فاصله گرفتن از قالب‌های کلاسیک و روی آوردن به شعر نیمایی و سپید، تحولی در شعر فارسی ایجاد کرد. فروغ در آثارش از زبانی ساده و روان، و در عین حال قدرتمند و تأثیرگذار استفاده می‌کرد. او همچنین در مضامین شعری خود، به مسائلی چون عشق، زندگی، زن، و جامعه می‌پرداخت و به همین دلیل، اشعارش مورد توجه و استقبال گسترده قرار گرفت.  او در ۳۲ سالگی بر اثر واژگونی خودرو درگذشت.

## زندگی

### تولّد و کودکی
فروغ‌الزمان فرخزاد در تاریخِ ۸ دی ۱۳۱۳ در تهران به دنیا آمد. با این که به گزارش بی‌بی‌سی «تمام منابع» ۱۵ دی را روزِ تولّدِ او می‌دانند، پوران فرّخ‌زاد اعلام کرده است که تاریخِ درست ۸ دی است. او فرزند چهارم خانواده بود. پدرش محمّدباقر فرّخزاد، فارغ‌التحصیل مدرسه نظام و از افسران نظامی با درجه سرهنگی بود که در اوایل دهه ۱۳۰۰ به عضویت بریگاد قزاق درآمده بود. مادرش توران وزیری‌تبار نام داشت. و زنی بسیار سختگیر و مقرراتی بود؛ چنان‌که اگر بچه‌ها نافرمانی می‌کردند آنها را تنبیه می‌کرد. او سه برادر به نام‌های امیرمسعود، فریدون و مهرداد و دو خواهر به نام‌های پوران و گلوریا داشت. پوران یک سال بزرگتر و فریدون سه سال کوچکتر از فروغ بود و این دو ارتباط نزدیکتری با فروغ داشتند و بسیاری از اطلاعات منتشر شده در مورد کودکی فروغ توسط این دو نفر بازگو شده است. فروغ و خانواده‌اش در خانه‌ای در محله امیریه تهران زندگی می‌کردند.
محمّدباقر فرّخزاد، کتابخانه‌ای شخصی داشت و به همه فرزندان خود، قبل از این که مدرسه را شروع کنند، خواندن و نوشتن آموخته بود. فروغ تحصیلات ابتدایی را در سال ۱۳۲۵ در مدرسه سروش و دوره اول تحصیلات متوسطه را در سال ۱۳۲۸ در دبیرستان خسرو خاور به پایان رساند. به گفته خواهرش پوران، او در یازده سالگی به ادبیات علاقه‌مند شد و در پانزده سالگی شعر می‌گفت. شعرهایی در قالب غزل که هرگز منتشر نشدند. فروغ خودش بعدها از این دوران با عنوان روزگاری یاد کرد که دچار «عقده غزل‌سرایی» بود.

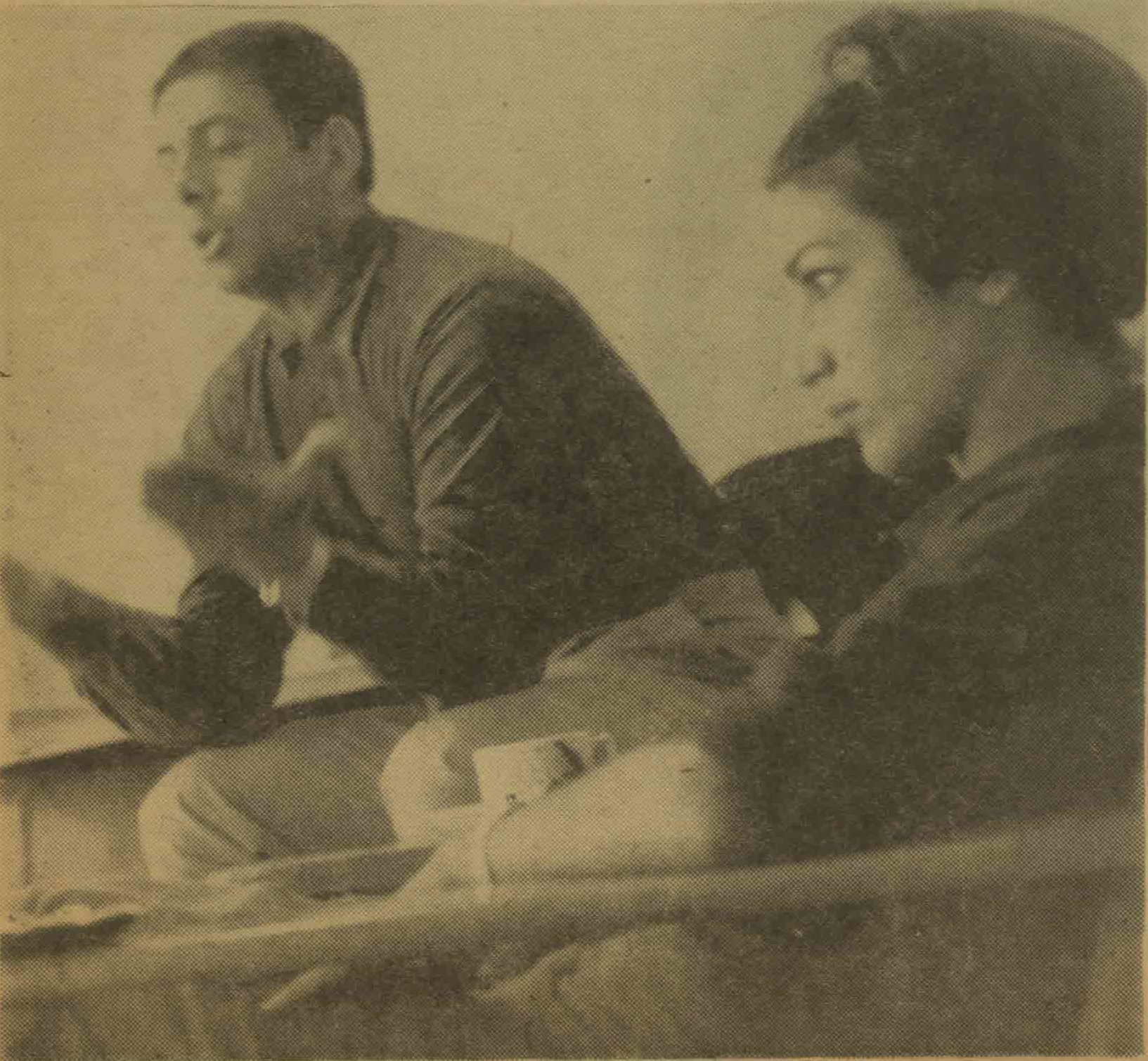
فروغ فرخزاد و ابراهیم گلستان - مجله فردوسی، شماره ۸۹۸، صفحه ۱۷

### ازدواج و جدایی
فروغ در سال ۱۳۲۸ برای آموختن نقاشی و خیاطی در هنرستان کمال‌الملک نام‌نویسی کرد. او در این دوران زیر نظر بهجت صدر و علی‌اصغر پتگر آموزش نقاشی دید و با سهراب سپهری هم آشنا شد. فروغ در سال ۱۳۲۹ هنرستان را رها کرد چون عاشق شد و در حالی که شانزده ساله بود، به‌رغم مخالفت خانواده‌اش، با نوه خاله مادرش، پرویز شاپور ازدواج کرد. پرویز شاپور کارمند دارایی و یازده سال بزرگتر از فروغ بود. آنها پس از ازدواج به اهواز نقل مکان کردند.
این ازدواج در سالِ ۱۳۳۴ به جدایی انجامید و حاصلش یک پسر به نامِ کامیار (۲۹ خردادِ ۱۳۳۱–۲۵ تیرِ ۱۳۹۷) بود. به گفته فریدون فرخزاد، علّت جدایی آنها این بود که فروغ قادر به تحمل رفتار پدرمآبانه (و در عین حال عاشقانه) پرویز نبود. مایکل هیلمن این احتمال را مطرح کرده است که انتظار پرویز، ادامه دادن به نقش معلمی در زندگی زناشویی بود اما فروغ از این رابطه فراتر رفت و آن را پشت سر گذاشت. فروغ، اگرچه که بر اساس قانون آن دوران حضانت فرزند در زمان جدایی به پدر سپرده می‌شد، اما خود نیز به علت تعهدی که به شعر داشت می‌دانست که قادر به ایفای وظایف مادری نخواهد بود و از این رو شکایتی از بابت زندگی کامیار با پرویز شاپور نداشت. به گفته هیلمن این تصمیم او، باعث ایجاد عذاب وجدان در فروغ شده بود و از سوی دیگر هم، پرویز شاپور و خانواده‌اش مانع از دیدار کامیار با او می‌شدند.
پس از جدایی، فروغ مدّتی به خانهٔ پدرش برگشت، امّا به گفتهٔ پوران فرّخزاد، پدرشان او را از خانه راند. فروغ در این زمان با طوسی حائری (همسر سابق احمد شاملو) آشنا شده بود. طوسی خودش شاعر بود و در فرانسه تحصیل کرده بود. او به فروغ پیشنهاد کرد که مدتی در خانه او زندگی کند. فروغ سه ماه نزد طوسی ماند و بعداً شعر «گمشده» را به او تقدیم کرد. این شعر در کتاب دیوار منتشر شده است. بعد از این دوره سه‌ماهه، فروغ دوباره به خانه پدری بازگشت.

### شاعری
نیما یوشیج، از سال ۱۳۰۱ با سرودن شعر «افسانه» سعی کرد دیدگاهی نوگرا را وارد شعر فارسی کند. از نظر او شعر می‌بایست بازتاب‌دهنده دغدغه‌های روزگار معاصر باشد. او ابتدا از فرم‌های میانه‌رو مانند چهارپاره برای سرایش استفاده کرد اما خیلی زود، الگوهای وزن و قافیه و دیگر ویژگی‌های شعر کهن را زیر سؤال برد و آنها را علت ایجاد تصنع در شعر دانست. این رویکرد، در دهه ۱۳۳۰ ۱۳۴۰ مورد مناقشه و انتقاد ادیبان سنت‌گرا قرار داشت چون نوگرایی را عامل کنار زدن سنت‌های ادبی و فرهنگی دیرینه ایرانی می‌دانستند. فروغ از نوجوانی شعر می‌گفت. به مرور، نسبت به انتشار بعضی اشعار خود در مجلات ادبی مبادرت کرد. مجله روشنفکر یکی از مشهورترین جراید آن زمان بود که شعرهای فروغ را منتشر می‌کرد. اشعار صریح و صادقانه فروغ حواشی زیادی به همراه داشت. بعضی از این اشعار متضمّنِ روابطِ عاشقانه با مردی غیر از شوهرِ شاعر بود و، به گفتهٔ هیلمن، بعضی از مردانِ عرصهٔ ادبیات، مانندِ نصرت رحمانی، ادّعا کردند که با او رابطهٔ عاشقانه داشته‌اند.
اولین مجموعهٔ شعر فروغ در سالِ ۱۳۳۱ با نامِ اسیر و با مقدّمه‌ای از شجاع‌الدّین شفا به چاپ رسید. شفا از خوانندگان خواسته بود که بدون داوری اخلاقی آن را بررسی کنند چرا که همچون اشعار آمریکای لاتین و به خصوص آلفونسینا استورنی، بیش از آن که با عقل و فکر سر و کار داشته باشد، با احساس ارتباط دارد. دومین دفتر شعر فروغ در سال ۱۳۳۵ با نام دیوار منتشر شد.
در سال ۱۳۳۵ فروغ به اروپا سفر کرد تا بتواند با بحران‌های عصبی زندگی خود فائق شود. او در این سفر، چند ماه را در ایتالیا و آلمان گذراند و زبانهای ایتالیایی و آلمانی را نیز فراگرفت و شعرهایی از شاعران این دو کشور را نیز به فارسی ترجمه کرد.
فروغ توانست در سال ۱۳۳۶ دفتر شعر عصیان را نیز به چاپ برساند.

### سینماگری
در سال ۱۳۳۷، رحمت الهی و سهراب دوستدار که با محافل ادبی تهران در ارتباط بودند، فروغ را به ابراهیم گلستان معرفی کردند تا در «سازمان فیلم گلستان» مشغول به کار شود. در آن دوران، بسیاری از شاعران و نویسندگان در سازمان فیلم گلستان مشغول به کار بودند. کار فروغ تا چند ماه، ماشین‌نویسی و بایگانی اسناد و اطلاعات سینمایی بود. پس از چند ماه، کار تقسیم‌بندی و ثبت کردن مشخصات نماهای فیلم‌های مستند و همکاری در تدوین فیلم‌ها به او سپرده شد. تقسیم‌بندی نماها و ثبت مشخصات حلقه‌های فیلم یک آتش، که در فروردین همان سال از مهار آتش‌سوزی چاه نفت شماره شش اهواز برداشت شده بود، اولین کار فروغ در این زمینه بود.
فروغ در فاصله سال‌های ۱۳۳۷ تا ۱۳۴۱ در تهیه سری فیلم‌های چشم‌اندازها مشارکت کرد. از جمله، در سال ۱۳۴۰ به همراه ابراهیم گلستان و سلیمان میناسیان به آبادان رفت تا صحنه‌های مربوط به فیلم چشم‌انداز آب و آتش را فیلم‌برداری کنند. او در زمانی که گلستان به تهران بازگشت، مسوولیت انتخاب نماهای باقی‌مانده را بر عهده داشت که عمدتاً در بخش «آتش» فیلم مورد استفاده قرار گرفت. او در این بازه زمانی، یک بار در تابستان ۱۳۳۸ و یک بار هم در سال ۱۳۴۰ به انگلیس اعزام شد تا در دوره‌های آموزشی مربوط به تهیه و تدوین فیلم مستند شرکت کند. فیلم کوتاه «خواستگاری» هم محصول همین دوره است که در سال ۱۳۴۰ به سفارش مؤسسه ملی فیلم کانادا تهیه شد و فروغ در آن هم بازی کرد و هم دستیار کارگردان بود.
در سال ۱۳۴۱ روزنامه کیهان تهیه فیلمی مستند از افتتاح بیمارستانی در مشهد و وضعیت جذامیان را به سازمان فیلم گلستان سفارش داد. با انجام شدن فیلمبرداری‌های مربوط به این سفارش، گلستان به صرافت ساخت فیلم مستند مفصلی دربارهٔ جذامی‌ها می‌افتد. پس از تأمین بودجه، گلستان ساختِ این فیلم را به فروغ فرّخزاد سپرد و اولین سفر فروغ به جذامخانه تبریز (باباباغی) برای آشنایی با وضع جذامیان و محیط زندگی آنها در تابستان ۱۳۴۱ انجام شد. کار فیلمبرداری ۱۲ روز طول کشید و فیلم خانه سیاه است برای نخستین بار در سی‌ام بهمن ۱۳۴۱ در هشتاد و دومین جلسه کانون فیلم به نمایش درآمد. خانه سیاه است، در جشنواره فیلم اوبرهاوزن در آلمان غربی به عنوان بهترین فیلم مستند انتخاب شد.
در دی ماه ۱۳۴۲، فروغ در نمایشنامه شش شخصیت در جستجوی نویسنده اثر لوئیجی پیراندللو به ترجمه و کارگردانی پری صابری بازی کرد. مسعود فقیه، پرویز فنی‌زاده و پرویز پورحسینی در این کار با فروغ همبازی بودند. او همچنین در سال ۱۳۴۳، در فیلم خشت و آینه به کارگردانی ابراهیم گلستان، در دو سکانس کوتاه بازی کرد.

### سال‌های پایانی
چهارمین مجموعه شعر فروغ، در سال ۱۳۴۳ با نام تولدی دیگر منتشر شد. این کتاب را فروغ به «ا. گ» (به احتمال زیاد، ابراهیم گلستان) تقدیم کرده است. به گفته حیدری، بیشتر سروده‌های این دفتر مربوط به زمانی است که فروغ در حال تهیه خانه سیاه است بود. در سال ۱۳۴۴، برناردو برتولوچی که برای یک پروژه سینمایی مستند به ایران آمده بود و از قبل با گلستان آشنایی داشت، به واسطه علاقه مشترک با فروغ در زمینه شعر و فیلم مستند، با او گفتگویی ترتیب داد و آن را ضبط کرد که احتمالاً بخشی از تلاش وی برای ساخت یک کار نیمه‌تمام بود اما گاهی از آن تحت عنوان فیلمی در مورد زندگی فروغ یاد شده است. نوار صوتی این گفتگو موجود است که در آن، برتولوچی به فرانسوی سؤال می‌کند (در مورد رابطه هنرمند و روشنفکر ایرانی با مردم، تحولات ایران در ابتدای دهه چهل و مستند خانه سیاه است) و فروغ هم به فارسی جواب می‌دهد.
فروغ در سال ۱۳۴۳ به آلمان، ایتالیا و فرانسه سفر کرد. سال بعد در دومین جشنواره سینمای مؤلف در پزارو شرکت می‌کند که تهیه‌کنندگان سوئدی ساختن چند فیلم را به او پیشنهاد می‌دهند و ناشران اروپایی مشتاق نشر آثارش می‌شوند. پس از این دوره، وی مجموعه تولدی دیگر را منتشر کرد. اشعار وی در این کتاب تحسین زیادی برانگیخت؛ پس از آن مجموعه ایمان بیاوریم به آغاز فصل سرد را منتشر کرد.
در میان سال‌های ۱۳۴۲–۴۳ فروغ یک‌بار دست به خودکشی زد. او یک جعبه قرص گاردنال خورد ولی خدمتکارش در هنگام غروب متوجه شد و او را به بیمارستان البرز برد.

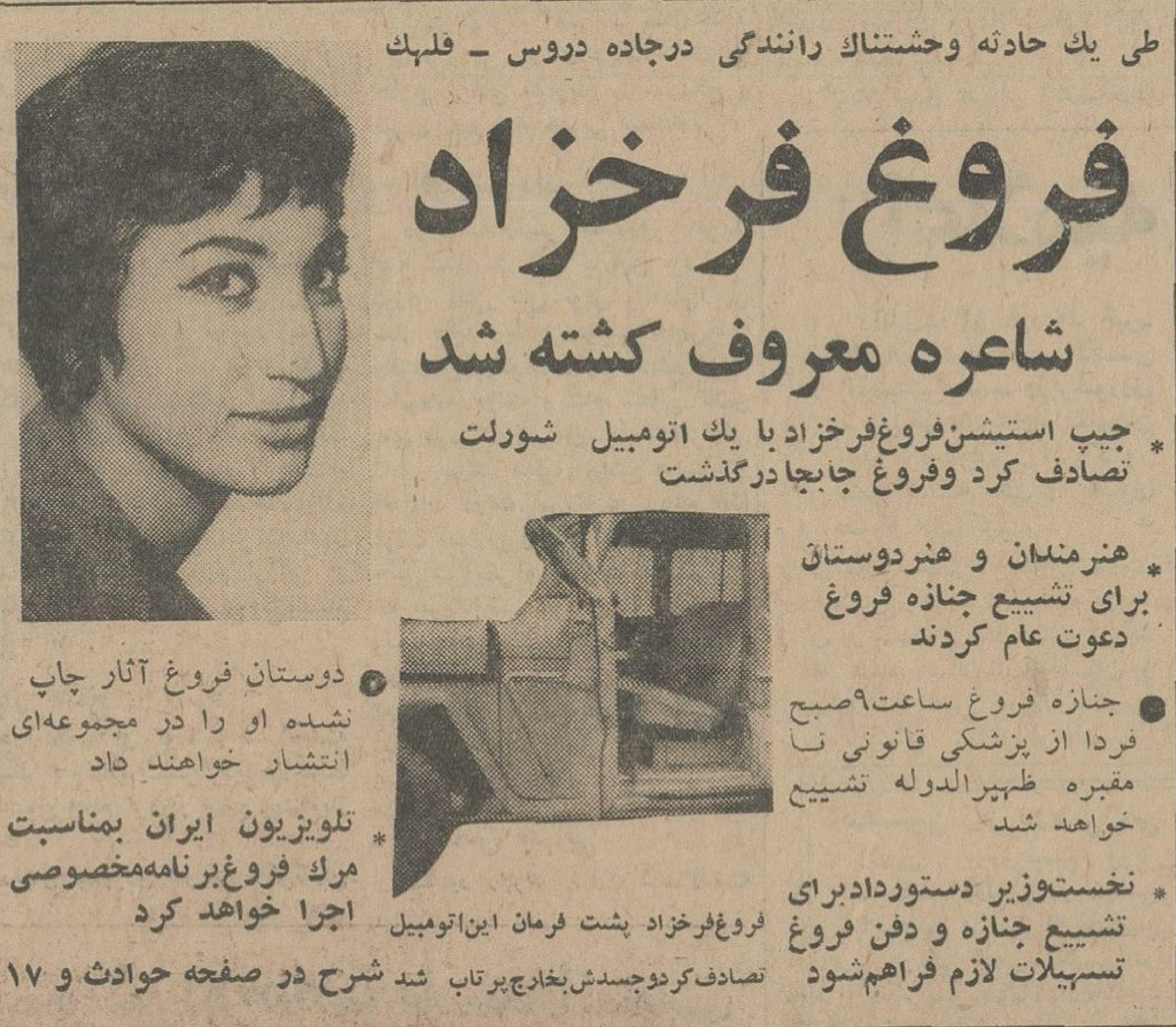
خبر مرگ فروغ فرخزاد در روزنامه اطلاعات، ۲۵ بهمن ۱۳۴۵

### اطلاعات مبهم یا تأییدنشده
فروغ در سال ۱۳۴۲، در نامه‌ای به برادرش، خبر از نوشتن فیلمنامه‌ای در مورد حقیقت زندگی زن ایرانی داد. او نوشت که این سناریو، ۱۰۰۰ صفحه دارد اما تاکنون منتشر شده است.
به نوشته غلام حیدری در کتاب فروغ فرخزاد و سینما به نقل از ویژه نامه مجله انتقاد کتاب به مناسبت درگذشت فروغ، یونسکو در سال ۱۳۴۴ یک فیلم نیم‌ساعته از زندگی فروغ تهیه کرده است. حیدری همچنین نوشته است که خبر این فیلم بعداً در منابع مختلفی تکرار شد «بی آن که کسی از نمایش فیلم یا دربارهٔ کیفیت آن چیزی گفته باشد.»
حیدری همچنین به پیشنهاد کارگردانی فیلمی در سوئد که در منابع مختلف آمده است اشاره می‌کند و می‌نویسد: «تاکنون هیچ سند و قرینه‌ای که صحت چنین خبری را تأیید کند، منتشر نشده است.»
منابع مختلف از جمله کتاب پریشادخت شعر نوشته م. آزاد به این نکته اشاره کرده‌اند که در فیلم خشت و آینه، فروغ دستیار کارگردان بود اما حیدری می‌گوید که نه فروغ و نه گلستان هیچ‌کدام چنین مطلبی را بیان نکرده‌اند و در عنوان‌بندی فیلم نیز چنین مطلبی دیده نمی‌شود.

## درگذشت

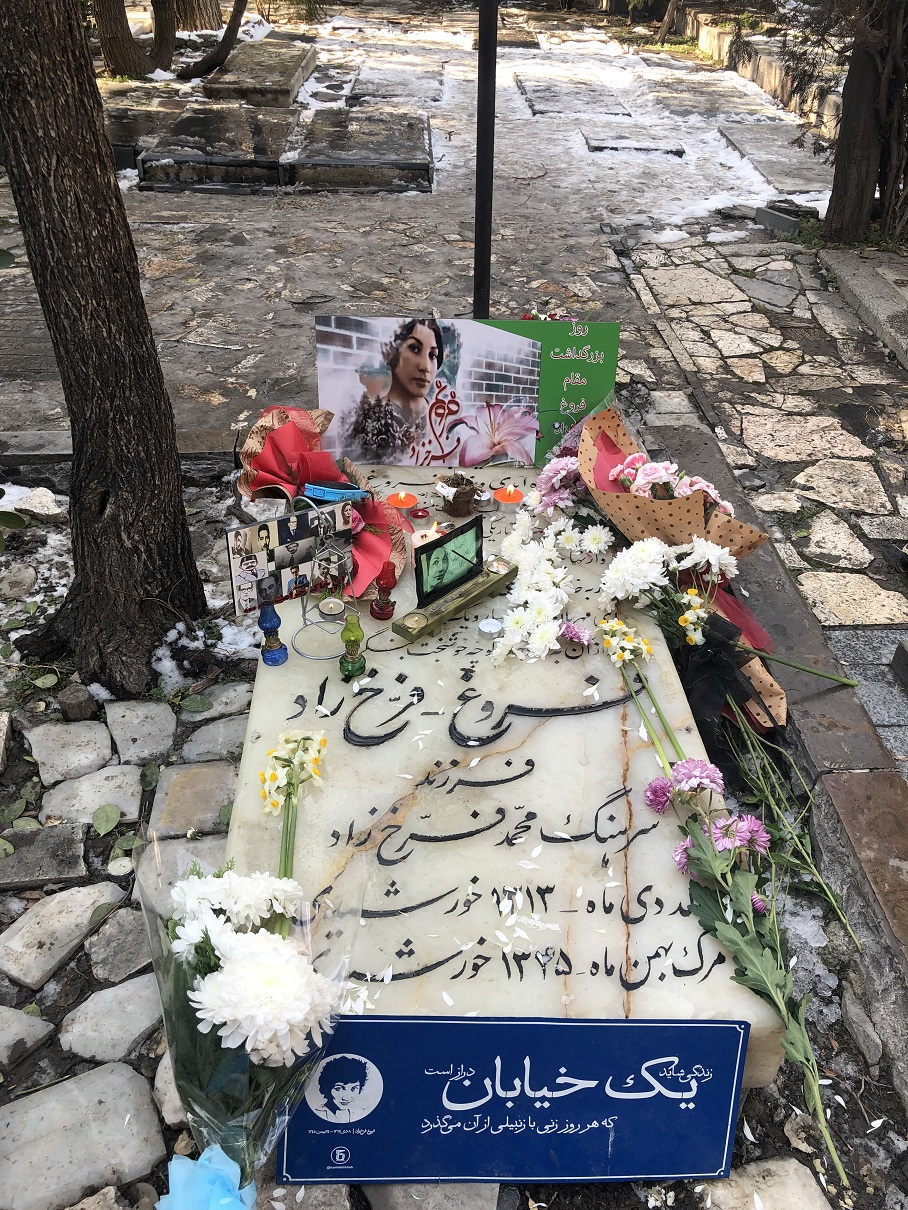
آرامگاهِ فروغ فرّخزاد، گورستان ظهیرالدوله، تهران.

حادثه در ساعت ۱۶:۳۰ بعد از ظهر روز دوشنبه ۲۴ بهمن ۱۳۴۵ هنگام رانندگی با خودروی جیپ ابراهیم گلستان، در مسیر بین دروس و قلهک خیابان لقمان‌الدوله ادهم (بعداً شهید کماسایی) چهارراه مرودشت (بعداً شهید سوری) ۳۵°۴۶′۱۳٫۷۸″ شمالی ۵۱°۲۶′۵۳٫۲۱″ شرقی / ۳۵٫۷۷۰۴۹۴۴°شمالی ۵۱٫۴۴۸۱۱۳۹°شرقی اتفاق افتاد. به گفته ابراهیم گلستان، فروغ قرار بود برای امور فنی فیلمی را به استودیو من (که اکنون در اختیار سیمافیلم است) ببرد. تصادف در مسیر برگشت و در صدمتری استودیو اتفاق می‌افتد. فروغ به علت این‌که با چند بچه که با بی‌احتیاطی به خیابان دویده‌اند برخورد نکند، چپ می‌کند و ماشین جیپ او در جوی بزرگ کنار خیابان می‌افتد. مستخدمی که همراه فروغ بوده، ابراهیم گلستان را خبر می‌کند و او را به بیمارستان هدایت که در بیست متری استودیو بود، می‌برند اما به این علت که او بیمه کارگری ندارد در آن بیمارستان پذیرفته نمی‌شود و در نهایت او را به بیمارستان رضا پهلوی (بیمارستان شهدای تجریش) می‌برند که در آن بیمارستان فروغ فوت می‌کند.
روز چهارشنبه ۲۶ بهمن جسد او را در امامزاده اسماعیل (زرگنده) شستشو دادند و با حضور خانواده، دوستان و علاقه‌مندانش در گورستان ظهیرالدوله به خاک سپردند. صادق چوبک، ابوالقاسم انجوی شیرازی، جلال آل‌احمد، مهدی اخوان‌ثالث، احمد شاملو، هوشنگ ابتهاج، سیاوش کسرایی، بهرام بیضایی، نجف دریابندری، احمدرضا احمدی و بسیاری دیگر از هنرمندان و نویسندگان در این مراسم حاضر بودند. ناصر تقوایی تصویر بخش‌هایی از این مراسم را در فیلم مستند فروغ فرّخزاد ۱۳ دی ۱۳۱۳ - ۲۴ بهمن ۱۳۴۵ آورده است.
پس از مرگ فروغ، در چهاردهمین جشنواره اوبرهاوزن در سال ۱۹۶۸ میلادی، جایزه بزرگ بخش فیلم‌های مستند را «یادبود فروغ فرخزاد» نامگذاری کردند و شعار جشنواره را از نخستین جمله گفتار خانه سیاه است برگزیدند: «دنیا زشتی کم ندارد، زشتی‌های دنیا بیشتر بود اگر آدمی بر آنها دیده بسته بود اما آدمی چاره‌ساز است.»

## شعر
محمد حقوقی زندگی ادبی فروغ را به دو بخش تقسیم می‌کند: دوره اول (۱۳۳۲ تا ۱۳۳۹) که اسیر، دیوار و عصیان ماحصل آن است و دوره دوم (۱۳۳۹ تا ۱۳۴۵) که تولدی دیگر و ایمان بیاوریم به آغاز فصل سرد را سرود. به گفته وی، شعرهای او در هر دو دوره، «بی‌زنگار» و «نماینده ذهنیات زنی صمیمی و اصیل» است. به نظر حقوقی، شاعر دوره اول «زنی تنها و معترض» و سرشار از «تلاطم احساسات زنانه و مادرانه» است که در برابر سنت‌های اجتماعی و خانوادگی قیام کرده است. شعرهای فروغ در این دوره در قالب چارپاره است و خط محتوایی آنها عمیق نیست. اما به نظر حقوقی، دوره دوم، بیانگر زنی همچنان تنها ولی با تفکر و تخیلی جهانی است که در قالب آزاد شعر می‌سراید و شعرهایش خواننده را در عمق به پیش می‌برد و به تأمل وامی‌دارد.

### مضمون
فروغ موضوعاتی را در شعر خود مطرح کرد که به گفته سیروس شمیسا در حدوداً هزار و دویست سال ادبیات فارسی سابقه نداشته است؛ مثلاً شاعران کهن کمتر در مورد زندگی خصوصی خود سخن گفته‌اند و اگر هم گفته‌اند، معلوم نیست صادقانه بوده یا خیر. اما فروغ عاطفه و احساس خود را صمیمانه بیان کرده است.
از طرف دیگر، نگاه زنانه فروغ، به گفته شمیسا، در ادبیات فارسی سابقه نداشته است؛ چنان‌که شعرهایش بی‌پرواست اما رکیک نیست. او برخلاف پروین اعتصامی از شوهر و پدر و فرزند و معشوق خود گفت و از چرخ خیاطی و جارو و آشپزخانه. طرح این مسائل در شعر در ادبیات و اجتماع دوران فروغ، تازگی داشت و از این رو شعرهای فروغ با (به تعبیر شمیسا) پیش‌داوری‌های عجولانه و غیرعلمی مواجه شد؛ در حالی که ادبیات فارسی به این نگرش نیاز داشت.
تا قبل از فروغ، معشوق در شعرهای شاعران فارسی‌زبان، در مقام معشوق زن توصیف می‌شد. حتی در شعرهای رابعه و مهستی، معشوق مرد چهره مشخصی نداشت و قابل تفکیک از معشوق زن نبود. فروغ، بیشتر و صریح‌تر از دیگران چهره مرد زمینی را به‌عنوان معشوق توصیف کرده است. از طرف دیگر، معشوقِ شعرهای فروغ، دارای فردیت است؛ در حالی که تا قبل از آن معشوق یک موجود جمعی است و هویت مشخصی ندارد.
شمیسا بن‌مایه‌های شعر فروغ را در کتاب نگاهی به فروغ فرخزاد فهرست کرده است.
| بن‌مایه                             | توضیح | نمونه |
| ---------------------------------- | --- | --- |
| مرگ، زوال و پوسیدگی                | مسئله زوال و مرگ، ترس از فنا و پوسیدگی از موضوعات مهم شعر فروغ است که سرانجام در «ایمان بیاوریم به آغاز فصل سرد» خود را تسلیم آن می‌کند. | من هیچگاه پس از مرگم جرئت نکرده‌ام در آیینه بنگرم و آنقدر مرده‌ام که هیچ چیز مرگ مرا دیگر ثابت نمی‌کند                                      |
| نومیدی، یاس و بدبینی               | بیشتر شعرهای فروغ لحنی ناامیدانه دارد؛ گویی همه چیز در گذشته تمام شده است و آینده جز تباهی و سیاهی نیست. | گوش کن وزش ظلمت را می‌شنوی؟ من غریبانه به این خوشبختی می‌نگرم من به نومیدی خود معتادم گوش من وزش ظلمت را می‌شنوی                            |
| حسرت گذشته                         | این موتیف در ادبیات فارسی بسیار رایج است. فروغ هم بارها یاد دوران کودکی و نوجوانی کرده است و آرزوی بازگشت به آن دوران در اشعارش فراوان به چشم می‌خورد. در همین موتیف است که فروغ از زندگی اظهار نارضایتی می‌کند و مظاهر خوشبختی در اجتماع را پوچ و قلابی می‌شمارد. | ای هفت سالگی ای لحظه شگفت عزیمت بعد از تو هر چه رفت، در انبوهی از جنون و جهالت رفت                                                       |
| مظلومیت                            | فروغ در شعرهایش به عنوان یک زن، در مقابل قوانین اجتماعی طغیان و اعتراض می‌کند چون موجب ظلم به او شده‌اند. این موتیف در شعر زنان دیگر چون ژاله قائم‌مقامی و پروین اعتصامی هم دیده می‌شود.                                                                            | وقتی که اعتماد من از ریسمان سست عدالت آویزان بود و در تمام شهر قلب چراغ‌های مرا تکه‌تکه می‌کردند                                            |
| تنهایی و غربت                      | فروغ در زندگی احساس تنهایی می‌کند و این که در شعرش سخن از خانه‌های خلوت و آخر شب‌های شهر است، نمودی از این بن‌مایه است. | آه چه آرام و پرغرور گذر داشت زندگی من چو جویبار غریبی در دل این جمعه‌های ساکت متروک در دل این خانه‌های خالی دلگیر                          |
| حسرت                               | منظور شمیسا از این موتیف، حسرت زندگی عادی و مشغول شدن به کارهای عادی است. | و قلب زودباور او را با ضربه‌های موذی حسرت در کنج سینه‌اش متورم می‌سازندبر او ببخشایید                                                       |
| سادگی، زودباوری و اعتمادهای بی‌مورد | فروغ زودباوری و اعتماد خود در زمان ازدواجش را در شعرهایش یادآوری می‌کند. | آنها تمام ساده‌لوحی یک قلب را با خود به قصر قصه‌ها بردند                                                                                   |
| ازدواج                             | اجزای مختلف مراسم ازدواج و عقد، در شعر فروغ به عنوان نمادهای خوشبختی کاذب تکرار شده‌اند. | سخن از پیوند سست دو نام و همآغوشی در اوراق کهنه یک دفتر نیست                                                                             |
| زندگی در خانه                      | فروغ در شعر خود از کارهای روزمره زنان در خانه سخن می‌گوید چون خودش در برهه‌ای از زندگی چنین دوره‌ای را گذرانده است و به گفته شمیسا به چنین سبکی از زندگی غبطه می‌خورد.                                                                                              | کدام قله کدام اوج؟ مرا پناه دهید ای چراغ‌های مشوش ای خانه‌های روشن شکاک که جامه‌های شسته در آغوش دودهای معطر بر بام‌های آفتابی‌تان تاب می‌خورد |
| دل‌مشغولی‌های دوران کودکی            | در شعرهای فروغ، مشغله‌های کودکانه، مخصوصاً دخترانه مانند بازی، مدرسه و از این قبیل، به چشم می‌خورد. | گرمای کرسی خواب‌آور بود من تند و بی‌پروا دور از نگاه مادرم خط‌های باطل را از مشق‌های کهنه خود پاک می‌کردم                                     |

به تعبیر محمد حقوقی، در شعر فروغ بیش از هرچیز، نگرانی و اضطراب، تنهایی و بیهودگی، مسخ و دگردیسی، وحشت و تاریکی موج می‌زند و همه این مفاهیم با درونمایه اصلی شعر او؛ یعنی «دلهره زوال» پیوند می‌خورد. شاعر گاه در گرداب زوال گرفتار می‌شود و تلاش می‌کند از آن بگریزد و گاه پیروزمندانه بر آن فائق می‌شود و رویش دوباره خود را به مخاطب نشان می‌دهد.
محمد مختاری شعر فروغ را نموداری از «رابطه بی‌واسطه» قلمداد کرده است که فقدان آن گاهی شاعر را به مرز «تنهایی ابدی» کشانده است و امیدواری به برقراری آن، شاعر را در پیوند و حضور «دیگری» نشانده است. مختاری شعر فروغ را حرکت از «ستیز با فاصله‌ها و بازدارنده‌ها» به «بیواسطگی رابطه» و همچنین از «عشق فردی» به «همبستگی انسان‌ها» عنوان کرده است.

### زبان
به گفته سیروس شمیسا، زبان فروغ، زبانی آهنگین، ملایم، صمیمانه و روان است و در عین حال که زبانی ادبی است، به طبیعت کلام عادی بسیار نزدیک است. شعر فروغ سخت عاطفی و مؤثر است و بوی صداقت و صمیمیت می‌دهد؛ چنان‌که خود فروغ از آن با عنوان «شعر صمیمانه» یاد کرده و آن را در مقابل «شعر فاضلانه» نشانده است. به عقیده شمیسا، ادبی بودن شعر فروغ از جنس امروزی است و از واژگان و اصطلاحاتی استفاده کرده است که در زمان خودش مرسوم بوده. به گفته شمیسا، زبان فروغ، در عین حال، زبانی سمبولیک است؛ چون بیش از شاعران دیگر از زندگی خصوصی خود با صداقت صحبت کرده و درنتیجه آگاهانه یا ناخودآگاه وجه سمبولیکی برای واژگان قائل شده است. شمیسا از واژگانی مانند حجم، دست و آینه نام می‌برد که در شعر فروغ هاله معنایی و کاربردی خاص خود را پیدا کرده‌اند. محمد حقوقی، همنشین کردن صفت‌ها و مضاف‌الیه‌های تازه با کلمات را، به خصوص در دوره دوم شاعری (تولدی دیگر به بعد)، از مشخصات زبان فروغ برمی‌شمارد.
م. آزاد، شعر فروغ را دو قِسم می‌داند؛ یکی حدیث نفس که بداهه‌سرایی‌ها و زمزمه‌های او را تشکیل می‌دهد و دیگری، حساسیت شدید که موجب دقت سریع و غیرطبیعی به اشیا می‌شود. قسم دوم، منشأ کشف رابطه در چیزهای ظاهراً بی‌ربط و ایجاد تداعی‌های تازه می‌شود.

### موسیقی
فروغ اهمیت زیادی برای وزن قائل بود و چنان‌که سیروس شمیسا گفته است، «همه اشعار او وزن دارد اما گاهی نه وزنی که دقیقاً مبتنی بر قواعد عروض شعر کلاسیک باشد.» به گفته وی، همه اشعار فروغ که در قالب‌های سنتی و نیمه‌سنتی (مانند چارپاره) سروده شده است و همچنین تعدادی از شعرهای او در قالب نیمایی، از نظر عروضی اشکالی ندارد اما در بعضی از شعرهای نیمایی او، دو وزن در هم آمیخته شده یا به جای بعضی از ارکان عروضی، از ارکان متفاوتی استفاده شده است که این امر در عروض سنتی مرسوم نیست. مثلاً در شعر «ایمان بیاوریم به آغاز فصل سرد»، که در وزن مجتث (مفاعلن فعلاتن مفاعلن فعلن) سروده شده است، در جاهایی به جای مفاعلن از مستفعلن، مفاعلُ، مفاعیلن یا فعولن استفاده کرده و در جاهایی نیز مفعولن یا فاعلاتن را به جای فعلاتن نشانده است.
به گفته شمیسا فروغ که در جایی گفته است: «من هیچ اوزان عروضی نخوانده‌ام.»، بدون توجه به نکات فنی مربوط به عروض و با تکیه بر ذوق و حس موسیقایی خود، توانست به عروض فارسی وسعت بیشتری ببخشد و امکان نزدیک شدن شعر و طبیعت گفتار امروزی را فراهم کند. برخلاف نیما یوشیج و پیروانش از جمله مهدی اخوان ثالث، فروغ برای نوآوری در وزن شعر، فقط به کوتاه و بلند کردن مصراع‌ها از طریق انبساط یا انقباض طولی (یعنی تکرار غیرمساوی ارکان عروضی در مصراع‌ها) اکتفا نکرد؛ بلکه انبساط یا انقباض درونی مصراع‌ها را نیز به کار برد. منظور از انبساط درونی این است که یکی از ارکان عروضی (یا بخشی از آن) در مصراع تکرار شود. به‌طور مثال، وزن مصراع «و این غروب بارور شده از دانش سکوت»، مفاعلن (مفاعلن) فعلاتن مفاعلن است. این وزن، نسبت به وزن اصلی (مفاعلن فعلاتن مفاعلن فعلن)، رکن «فعلن» را کم دارد (انقباض طولی) و رکن مفاعلن که در پرانتز آمده، تکراری است (انبساط میانی).

### تاثیرپذیری
تاثیرِ ابراهیم گلستان بر نگاه و زبانِ فروغ فرّخزاد به‌صورتِ گسترده‌ای مورد توجّه و اشاره قرار گرفته است. به‌طور مثال شفیعی کدکنی با بررسی نثر ابراهیم گلستان و وزنی که او در داستان‌هایش به کار برده است، این پرسش را مطرح می‌کند که نرمش وزن شعر فروغ در تولدی دیگر، تاثیرپذیرفته از گلستان است یا برعکس؟ صادق چوبک در مصاحبه با نشریه سپید و سیاه، اثرگذاری گلستان بر فروغ را برجسته می‌شمارد. با این حال، به گفته غلام حیدری، نه فروغ اذعان مستقیمی در این خصوص دارد و نه گلستان در این مورد حرفی زده است.
شاعران ایدئال فروغ در ابتدای دوران شاعری، به گفته خودش، نادر نادرپور، هوشنگ ابتهاج و فریدون مشیری بودند. به گفته محمد حقوقی، آشنایی با اشعار احمد شاملو و نیما یوشیج در آستانه بیست سالگی، تحولی در نگاه شاعرانه فروغ ایجاد کرد که ماحصل آن کتاب تولدی دیگر و شعرهای بعدی او بود که جایگاه او را به عنوان یک شاعر برجسته و صاحب سبک تثبیت کرد. حقوقی، تأثیرپذیری فروغ از شاملو را نه از حیث محتوا، بلکه به لحاظ زبان می‌داند. وی وجود واژگان مشترک بین شعرهای این دو شاعر (مانند «خطوط پیکر» یا «نی‌نی چشم») را ناشی از ارتباط کوتاه مدت فروغ با دفتر هوای تازه شاملو دانسته است و معتقد است بین این دو شاعر هیچ تشابه فکری وجود نداشت.
فروغ، به گفته خودش، در سال ۱۳۴۰ کتاب مقدس را عمیقاً مطالعه می‌کرد تا به دیدگاه‌ها و زبان شعری خود غنا ببخشد. خودش از آن دوران به عنوان دوره «تورات‌خوانی» یاد کرده است. بخش‌هایی از گفتار فیلم خانه سیاه است نیز از تورات اقتباس شده است. حقوقی نیز یکی از منابع مهم تاثیرپذیری فروغ را تورات می‌داند؛ چنان‌که شعر «آیه‌های زمینی» از نظر محتوا و شیوه بیان، به تورات شباهت پیدا کرده است. او از این منظر، شباهت شعر فروغ به شعرهای ادیت سیتول را ناشی از مشترک بودن منبع الهام این دو شاعر می‌داند: «وقتی خاستگاه دو شعر از دو شاعر از یک منبع بود، دیگر نمی‌توان از تأثیر یکی بر دیگری سخن گفت». وی همچنین تجربه سینمایی فروغ، به خصوص حضور در جذامخانه تبریز را از عوامل تأثیرگذار بر شعر او می‌داند.
خودِ فروغ فرّخزاد در نامه‌ای که ابراهیم گلستان، گفته است: «ای کاش می‌توانستم مثل حافظ شعر بگویم و مثل او حساسیتی داشته باشم که ایجادکننده رابطه با تمام لحظه‌های صمیمانه تمام زندگی‌های تمام مردم آینده باشد.»
م. آزاد گفته است که فروغ شعرهای غربی را زیاد مطالعه می‌کرد و می‌توان تاثیرپذیری او از الیوت یا از ادیت سیتول را به اتکای اشعار دارای مضمون‌های مشترک محتمل دانست.

### سبک
محمدرضا شفیعی کدکنی سبک و زبانِ فروغ فرّخزاد را دارای تشخّص و استقلال می‌داند و سه ویژگی برای آن برمی‌شمارد: اول این که زبان شعر فروغ ساده و نزدیک به زبان محاوره است. دوم این که فروغ قدرت و مهارت زیادی در فراخوانی واژگان دارد و به خوبی و آزادانه آنها را برای بیان دریافت شخصی خود انتخاب می‌کند و سوم نوآوری او در توسعه وزن عروضی شعر و به‌طور خاص، انبساط میانی وزن شعر است که در کتاب تولدی دیگر کاملاً مشهود است. به گفته شفیعی کدکنی، توسعه ارکان عروض در شعر فارسی، در قرن چهارم هجری سابقه داشته است، اما به فراموشی سپرده بود.
فروغ به نوعی شعر محض گرایش دارد که مسیر خیال و احساس او در شعر، بدون اندیشه قبلی ثبت می‌شود. او بنیادگذار این شیوه نیست اما به نظر شفیعی کدکنی، «نمونه‌هایی ارجمند» از این نوع شعر از وی بر جای مانده است. وی شعر غنایی ساده‌ای را ارائه کرده است که حد اعلای دریافت‌های فردی او، به عنوان یک زن، از روابط عشقی و غریزی است؛ عشقی زمینی و ساده. سیروس شمیسا استفاده از واژگان اروتیک را، حتی به صورت ناخودآگاه، از مختصات سبکی فروغ می‌داند. با این حال، شعر فروغ به جنبه‌های اجتماعی هم پرداخته است؛ چنان‌که به عقیده شفیعی کدکنی، شعرهایی مانند «آیه‌های زمینی»، «عروسک کوکی»، «ای مرز پرگهر» و «دیدار شب» از منظر دریافت اجتماعی با شعر تواناترین شاعران معاصر در این حوزه، مانند احمد شاملو و مهدی اخوان ثالث برابری می‌کند.

### تأثیرگذاری
به گفته شمیسا، شاعران بسیاری تحت تأثیر زبان فروغ قرار گرفته‌اند و از سهراب سپهری نام می‌برد که زبانش بیش از دیگران به فروع شبیه است. به گفته شمیسا، از آنجا که سهراب بهترین شعرهای خود را در اواخر عمر فروغ و پس از وی سروده است، سهراب تحت تأثیر لحن و زبان فروغ بوده است. محمد حقوقی نیز به تأثیرگذاری فروغ بر شیوه‌های بیانی سهراب اشاره کرده است و در جلد چهارم از مجموعه شعر زمان ما، از قطعه‌شعرهایی نام می‌برد که به زعم وی، الهام‌بخش سهراب در صدای پای آب بوده است.
ضیاءالدین ترابی مبدع انبساط میانی در وزن را فروغ می‌داند و می‌گوید که شاعران هم‌دوره یا بعد از فروغ هم به تناسب و ضرورت از آن استفاده کرده‌اند. وی در کتاب فروغی دیگر، نمونه‌هایی از اشعار نصرت رحمانی، رضا براهنی، محمدعلی سپانلو، طاهره صفارزاده، منوچهر آتشی و شاعران دیگر را فهرست کرده که از این شگرد استفاده کرده‌اند.
محمد حقوقی همچنین به تأثیر منفی فروغ بر شاعران جوان و به خصوص شاعران زن در دهه ۱۳۴۰ اشاره کرده است.

## تحلیل و بازخورد

### نقد شعر
بخشی از نقدی که به شعرهای فروغ فرّخزاد شده است متوجّهِ سه دفتر شعر اول او؛ یعنی اسیر، دیوار و عصیان است. محمد حقوقی، حدود نیمی از شعرهای این سه دفتر را، از لحاظ تصویر و ترکیب و فکر و محتوا، شاعرانه و خاص فروغ می‌داند اما نیم دیگر اشعار را «حرف‌های مستقیم منظوم» قلمداد کرده است که اگر وزن از روی آنها برداشته شود، «نثرِ صِرف» خواهد شد و معتقد است که نمی‌توان آنها را «شعر» نامید.
سیروس شمیسا یکی از نقص‌های شعر فروغ را «اضطراب سبک» عنوان می‌کند؛ در این معنا که شاعر در میانه شعری که با زبان امروزی سروده شده است، از ترکیبات واژگانی کهن، مخفف‌های شعری قدیمی یا از دستور زبان کهن استفاده می‌کند که سنخیتی با شعر امروز ندارد. به گفته شمیسا، فروغ از آنجا که بنیان اشعار خود را بر استفاده از زبان کهن یا تلفیق زبان امروز و قدیم قرار نداده بود و زبانش زبان امروز بود، مجوزی برای استفاده از واژگان و دستور زبان کهنه نداشت. اما با این حال، در شعرهای او اضطراب سبک، هرچند بسیار کمتر از شاعران نوگرای دیگر، اما به چشم می‌خورد. وی مثال‌هایی از این نقصان را در کتاب نگاهی به فروغ فرخزاد ذکر کرده است که از آن جمله، استفاده از فرم مخفف «کز» به جای «که از» در بعضی از مصراع‌های شعری است.
محمد حقوقی، اشعار فروغ را در زمره شعرهای «حرفی» و «غیرساختمند» می‌داند؛ به این معنا که خواننده را تنها بر یک مسیر مستقیم پیش می‌برد و با کمک گرفتن از تصویرسازی، حرف‌های بندهای دیگر شعر را عینیت می‌بخشد. به عقیده حقوقی، از میان شعرهای غیرساختمند معاصر، تنها اشعار فروغ است که آغاز و پایانی بجا دارد و خواننده پس از خواندنش، درست در جایی متوقف می‌شود که حرکت طبیعی شعر به پایان رسیده است.

### عبور از سنت
شفیعی کدکنی معتقد است که در دوران معاصر، روشنفکران زیادی برای عبور از سنت و حرکت به سمت مدرنیته تلاش کرده‌اند؛ استدلال کرده‌اند، شعار داده‌اند یا آثار هنری خلق کرده‌اند اما بیش از همه، تصویرهایی که فروغ از گسستن خویش ارائه کرده است، مخاطب را از سنت دور می‌کند و رهایی می‌بخشد. وی معتقد است که عالی‌ترین جلوه رهایی از سنت در نیمه دوم قرن بیستم در ایران، در شعر فروغ متجلی می‌شود و فروغ را از معدود چهره‌های معاصری می‌داند که عنوان «روشنفکر» را می‌توان به کمال به او نسبت داد.
به گفته محمد حقوقی، فروغ، شاعری «من‌سرا» است؛ به این معنا که آشکارا و گستاخانه حرف خود را می‌زند و با سنت ضدیت می‌کند. به عقیده حقوقی، «منِ» فروغ در دوره اول شاعری‌اش، شخصی و ایرانی است اما در دوره دوم شاعری، به «منِ» اجتماعی و جهانی بدل می‌شود.

### حالات روحی
سایه اقتصادی‌نیا با تطبیق شواهد شعری و داده‌های زندگی‌نامه‌ای کوشیده است پاره‌ای از نشانه‌های ابتلای احتمالی فروغ فرّخزاد به اختلال دوقطبی را نشان دهد. اقتصادی‌نیا در جستار «فروغ فرخزاد: شخصیتی دوقطبی؟» نوشته است:
 در دفتر تولدی دیگر (۱۳۴۱)، که بی‌شک از نقاط طلایی دوران شکوفایی و اوج‌گیری فروغ فرخزاد به‌شمار می‌آید، دو درون‌مایهٔ غالب چشمگیر است: یکی زوال و مرگ و دیگری شور زندگی و شادی عشق. اینکه شاعر دو درون‌مایهٔ متباین را به‌خوبی در هر دو دسته نشانده و با موفقیت آن‌ها را در بافت شعر اجرا کرده است، به‌جز مهارت زبانی و شناخت شعر، از روحیهٔ سرشار از تضادهای گوناگون و احوال نامتلاطم شاعر خبر می‌دهد. اشعاری که در فاصلهٔ زمانی نه‌چندان درازی از یکدیگر سروده شده و به همین دلیل در یک مجموعه جای گرفته‌اند آشکارا به دو دستهٔ سیاه و سپید تقسیم می‌شوند. تلخی و یأس و اندوهی که شاعر را گاه تا مرز فروپاشی روانی می‌کشاند و در اشعاری از جمله «باد ما را خواهد برد»، «مرداب»، «هدیه»، «جمعه»، «دیدار در شب»، «وهم سبز» و «تولدی دیگر» موج می‌زند. از دیگر سو، در قطعاتی همچون «آفتاب می‌شود»، «وصل»، «عاشقانه»، «فتح باغ»، «روی خاک» و «به آفتاب سلامی دوباره خواهم داد»، می‌توان شاعر شاد و امیدواری را سراغ کرد که با جادوی عشق نامیرا شده و می‌خواهد، به تعبیر خودش، جهان را «چون شیر تازه» بنوشد.
این جستار با نقل قولی از یدالله رؤیایی به پایان می‌رسد که حالات متضاد روحی فروغ فرّخزاد را وصف کرده است:
 هرچند یک بار، قلبش از ملالی گم و مبهم می‌فرسود و تا این مرحله آرام گیرد در آستانهٔ ستوه می‌نشست و در به روی خودش می‌بست و خدمتکار پیر و مهربانش، که به احوال او آشنا بود، روزها و گاه هفته‌ها، در به روی کس نمی‌گشود. و او وقتی از آن عزلت مدید، پریشان و آشفته بیرون می‌آمد، نخستین کارش آن بود که عزیزانش را به تلفنی و دیداری بنوازد… او به این حالتش می‌گفت «بیماری شاد». با علایمش آشنا بود و آمدنش را از سه روز پیش تشخیص می‌داد و خود را مهیای مقابله می‌کرد.

### سانسور
فروغ فرّخزاد در دوران زندگی‌اش در دوره حکومت محمدرضا شاه پهلوی سانسور نشد، اما پس از مرگش آثار او در دوره‌های مختلفی سانسور شدند.
با توجه به این‌که تطور احوال وجودی فروغ در طی دوران کوتاه زندگی خود به ما نشان می‌دهد که او به تقدیر و سرنوشت از پیش شکل‌گرفته برای خود راضی نبود و با جسارت و آزادی اراده در جهت تغییر ماهیت و نحوه تفکر و شخصیت خود گام برداشت، با توسل به اصل محوری اصالت وجود بر ماهیت مکتب اگزیستانسیالیسم و اشعار مکتوب او در دفاتر پنج‌گانه‌اش می‌توان خوانشی اگزیستانسیالیستی از زیست جهان فروغ داشت.

## آثار

### مجموعه شعر
- ۱۳۳۱ - اسیر، شامل ۴۳ شعر
- ۱۳۳۵ - دیوار، شامل ۲۵ قطعه شعر
- ۱۳۳۶ - عصیان، شامل ۱۷ شعر
- ۱۳۴۱ - تولدی دیگر، شامل ۳۵ شعر
- ۱۳۴۲ - ایمان بیاوریم به آغاز فصل سرد، شامل ۷ شعر

### فیلم
- ۱۳۴۱ - خانه سیاه است

### مکاتبات
فروغ پیش از ازدواج با شاپور، با وی نامه‌نگاری‌های عاشقانه‌ای داشت. این نامه‌ها به همراه نامه‌های فروغ در زمان ازدواج این دو و همچنین نامه‌های وی به شاپور پس از جدایی از وی، بعدها به دست کامیار شاپور و عمران صلاحی در کتابی به نام اولین تپش‌های عاشقانهٔ قلبم منتشر شد.

## الهام و بازآفرینی

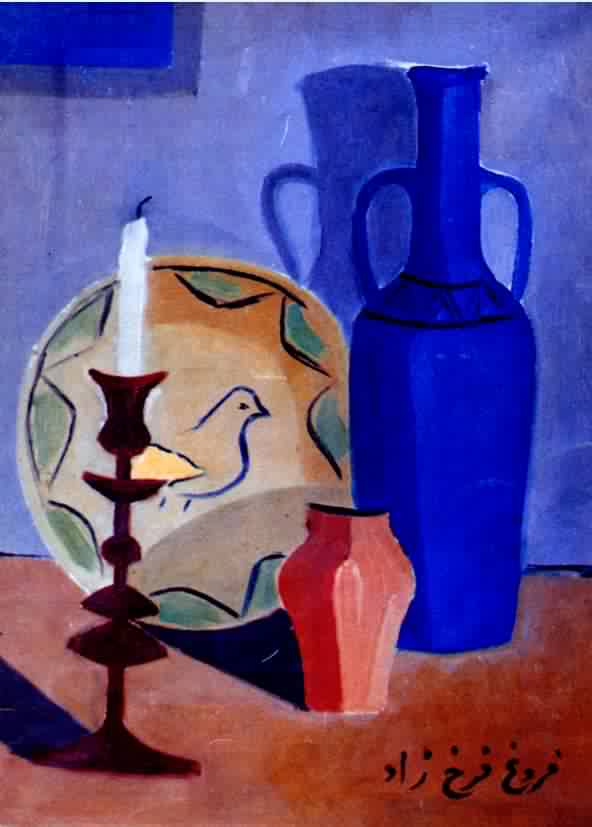
نقاشی‌ای از فروغ فرّخزاد

ناصر صفاریان در سال ۱۳۸۱ سه فیلم مستند با نام‌های جام جان، اوج موج و سرد سبز دربارهٔ فروغ ساخت که در آن با افراد زیادی همچون کاوه گلستان، بهرام بیضایی، فریدون مشیری، امیرمسعود فرّخزاد (برادر فروغ)، مادر فروغ و کسان دیگری گفت‌وگو شده است. همچنین در این فیلم عکس‌های منتشرنشده بسیاری از فروغ به نمایش گذاشته شده است.
غادة السمان، شاعر مشهور سوری، گفته «معتقد است از فروغ در اشعارش الهام گرفته است».

در سال ۲۰۱۱ میلادی یک گروهِ زیرزمینیِ موسیقی به نامِ اولد فرندز (Old Friends) دو ترانه روی اشعارِ فروغ فرّخزاد اجرا کرد: «من تو باشم تو» و «پرنده مردنی است». سالِ ۲۰۱۳ آربی موسسیان، خوانندهٔ همین گروه، آهنگی به نامِ «نهایت شب» برای یکی از اشعارِ فروغ فرّخزاد اجرا کرد. 

### به کار رفتن آثار در رسانه‌ها

#### ترانه‌ها
- عاشقانه (از دفتر تولدی دیگر)، آلبوم پنجره، معین
- این چه عشقیست (دیدار تلخ، از دفتر اسیر)، آلبوم پرواز، معین
- اندوه، فرزاد فتاحی
- فروغ، علیرضا قربانی
- کجاست خانه باد، پیمان خازنی
- نگاه کن، جهان قشقایی و امید نعمتی (گروه پالت)
- رمیده، شکیلا
- به علی گفت مادرش روزی (از دفتر تولدی دیگر)، آلبوم نقاب، علی هاتف
- هستی (تولدی دیگر از دفتر تولدی دیگر)، هاله غفوری
- اسیر (تک‌آهنگ با نام اثیر) (از دفتر اسیر)، فرشاد رمضانی

#### ترانه‌هایاحمد ظاهر
- این چه عشقی‌ست که در دل دارم (دیدار تلخ، از دفتر اسیر)، افغان موزیک آلبوم ۱
- می‌روم خسته و افسرده و زار (وداع، از دفتر اسیر)، افغان موزیک آلبوم ۶
- تو را افسون چشمانم (دعوت، از دفتر اسیر)، افغان موزیک آلبوم ۱۰
- از تنگنای محبس تاریک (در برابر خدا، از دفتر اسیر)، افغان موزیک آلبوم ۱۰
- این شعر را برای تو می‌گویم (شعری برای تو، از دفتر عصیان) آریانا موزیک آلبوم ۱
- مرگ من روزی فرا خواهد رسید (بعدها، از دفتر عصیان) آریانا موزیک آلبوم ۱

#### آلبوم شیدایی درون ۱ و ۲ (دگردیس)، فرشاد رمضانی
- آفتاب می‌شود (از دفتر تولدی دیگر)
- بعدها (از دفتر عصیان)
- گذران (از دفتر تولدی دیگر)
- پوچ (از دفتر عصیان)
- آغاز فصل سرد (از دفتر ایمان بیاوریم به آغاز فصل سرد…)
- آن روزها (از دفتر تولدی دیگر)
- روی خاک (از دفتر تولدی دیگر)